# Artur Štern
Artur Štern, slovenski veterinar, biolog in esejist, * 20. februar 1965, Ljubljana.
Doktor bioloških znanosti, magister medicinskih ved, doktor veterine, diplomant mednarodnega kurza mirovnih študij in metabiolog. Doktoriral je s področja tolmačenja altruističnega vedenja na osnovi koncepta sebičnega gena. Med drugim piše tudi romane, poezijo in eseje. Je član društva pisateljev.
3. avgusta 2007 je napovedal kandidaturo na predsedniških volitvah. 13. septembra je Štern na tiskovni konferenci razkril, da je bila njegova kandidatura zgolj medijski eksperiment, v času zbiranja podpisov so snemali dokumentarni film z naslovom Gola resnica. Zamisel za eksperiment je prišla od Francija Keka in Vojka Anzeljca, ki sta tudi koordinirala projekt.
Sodeloval je v resničnostnem šovu Kmetija slavnih (2009). Med drugim je pozornost javnosti pritegnil s pogostimi ekscesi v alkoholiziranem stanju in s petimi medijskimi porokami (ki niso bile pravno formalizirane), predvsem je bil odmeven kratkotrajen "zakon" s porno zvezdnico romskega rodu La Toyo Lopez. Sodeloval je v TV kvizih (Lepo je biti milijonar, Najšibkejši člen, Trenutek resnice ...) in razvedrilnih oddajah (Res je, Piramida ...)
V letu 2012 je ponovno napovedal kandidaturo na predsedniških volitvah.
Je oče hčerke. Živi na posestvu imenovanem po stripovski utrdbi Fort Ontario v Vrabčah na Krasu.